# Dołhinowo (sielsowiet Maluszyce)
Dołhinowo (biał. Даўгінава, Dauhinawa; ros. Долгиново, Dołginowo) – wieś na Białorusi, w obwodzie grodzieńskim, w rejonie korelickim, w sielsowiecie Maluszyce. W 2019 roku liczyła 26 mieszkańców.

## Historia
W dwudziestoleciu międzywojennym leżał w Polsce, w województwie nowogródzkim, w powiecie nowogródzkim, w gminie Rajce. W 1921 miejscowość liczyła 47 mieszkańców, zamieszkałych w 9 budynkach, w tym 44 Białorusinów i 3 Żydów. 44 mieszkańców było wyznania prawosławnego i 3 mojżeszowego.
Po II wojnie światowej w granicach Związku Sowieckiego. Od 1991 w niepodległej Białorusi.